# Rockdale (Iowa)
Koordinaten: 42° 28′ N, 90° 41′ W
Rockdale war ein Dorf in Iowa, USA, das südlich von Dubuque und bei Key West lag.
Am 4. Juli 1876, dem hundertsten Jahrestag der Unabhängigkeit der USA, geschah eine Flutkatastrophe in diesem Ort, die sogenannte Rockdale Flood (Rockdale-Flut).
In Rockdale wurde der Feiertag gefeiert, als abends um 10 Uhr der Regen begann. Der Catfish Creek sprang über seine Ufer und der Mühlendamm oberhalb des Ortes brach. Eine Flutwelle, die sechs Meter hoch und vielleicht hundert Meter breit war, floss durch den Ort. Nur ein Haus blieb stehen. In Rockdale starben 42 Menschen, das waren die meisten Dorfbewohner, in Dubuque nur fünf. Einige überlebten in Baumkronen, in die sie geschwemmt wurden. Der Barkeeper Charles Thimmesch überlebte auf dem Dach des Postgebäudes, nachdem er andere gewarnt hatte. Er schwamm dann mit seinem Geld im Mund zu einem höher gelegenen Punkt.